# Busina
Busina (prononciation [buˈɕina]) est un village de la gmina de Poddębice, du powiat de Poddębice, dans la voïvodie de Łódź, situé dans le centre de la Pologne.
Il se situe à environ 7 kilomètres au sud-ouest de Poddębice (siège de la gmina et du powiat) et 39 kilomètres à l'ouest de Łódź (capitale de la voïvodie).
Sa population s'élève approximativement à 90 habitants.

## Administration
De 1975 à 1998, le village était attaché administrativement à l'ancienne voïvodie de Sieradz.

Depuis 1999, il fait partie de la nouvelle voïvodie de Łódź.